# Llista de cràters de la Lluna: C-F
Llista de cràters de la Lluna (C-F) amb noms aprovats a la Gazetteer of Planetary Nomenclature mantinguda per la Unió Astronòmica Internacional, on s'inclou el diàmetre del cràter i l'epònim amb el qual es nomena el cràter. Quan una formació de cràters té associats cràters satèl·lit, aquests es detallen a les pàgines principals de la descripció del cràter.
| A · B · C · D · E · F · G · H · I · J · K · L · M · N · O · P · Q · R · S · T · U · V · W · X · Y · Z |

## C
| Cràter      | Coordenades                              | Diàmetre (km) | Epònim | Cràters satèl·lit                            | Ref.  |
| ----------- | ---------------------------------------- | ------------- | --- | -------------------------------------------- | ----- |
| C. Herschel | 34° 29′ N, 31° 17′ O / 34.48°N,31.29°O   | 13,70         | Caroline Herschel (1750–1848), astrònoma britànica                                                             | C E U V                                      | WGPSN |
| C. Mayer    | 63° 16′ N, 17° 19′ E / 63.26°N,17.31°E   | 37,54         | Christian Mayer (1719–1783), astrònom alemany                                                                  | B D E F H                                    | WGPSN |
| Cabannes    | 61° 14′ S, 170° 13′ O / 61.24°S,170.21°O | 81,30         | Jean Cabannes (1885–1959), físic francès                                                                       | J M Q                                        | WGPSN |
| Cabeus      | 85° 20′ S, 42° 08′ O / 85.33°S,42.13°O   | 100,58        | Niccolò Cabeo (1586–1650), astrònom italià                                                                     | A B                                          | WGPSN |
| Cailleux    | 60° 25′ S, 153° 30′ E / 60.41°S,153.5°E  | 52,85         | Andre Cailleux (1907–1986), geòleg francès                                                                     | -                                            | WGPSN |
| Cai Lun     | 80° 07′ N, 113° 40′ E / 80.12°N,113.66°E | 44,89         | Cai Lun (57–131), inventor xinès                                                                               | -                                            | WGPSN |
| Cajal       | 12° 35′ N, 31° 05′ E / 12.59°N,31.08°E   | 8,57          | Santiago Ramón y Cajal (1852–1934), metge espanyol                                                             | -                                            | WGPSN |
| Cajori      | 47° 40′ S, 168° 42′ E / 47.67°S,168.7°E  | 74,65         | Florian Cajori (1859–1930), matemàtic estatunidenc                                                             | K                                            | WGPSN |
| Calippus    | 38° 55′ N, 10° 43′ E / 38.92°N,10.72°E   | 34,03         | Cal·lip de Cízic (c. 330 aC), astrònom grec                                                                    | A B C D E F G                                | WGPSN |
| Cameron     | 6° 11′ N, 45° 56′ E / 6.19°N,45.93°E     | 10,91         | Robert Curry Cameron (1925–1972), astrònom estatunidenc                                                        | -                                            | WGPSN |
| Campanus    | 28° 02′ S, 27° 54′ O / 28.04°S,27.9°O    | 46,41         | Campanus de Novara (c. 1220 – 1296), astrònom italià                                                           | A B G K X Y                                  | WGPSN |
| Campbell    | 45° 34′ N, 152° 55′ E / 45.57°N,152.91°E | 222,48        | Leon Campbell (1881–1951), astrònom estatunidenc William Wallace Campbell (1862–1938), astrònom estatunidenc   | A E N X Z                                    | WGPSN |
| Cannizzaro  | 55° 30′ N, 99° 44′ O / 55.5°N,99.73°O    | 54,51         | Stanislao Cannizzaro (1826–1910), químic italià                                                                | -                                            | WGPSN |
| Cannon      | 19° 53′ N, 81° 22′ E / 19.88°N,81.36°E   | 57,58         | Annie Jump Cannon (1863–1941), astrònoma estatunidenca                                                         | B E                                          | WGPSN |
| Cantor      | 38° 02′ N, 118° 41′ E / 38.04°N,118.69°E | 75,72         | Georg Cantor (1845–1918), matemàtic alemany Moritz Cantor (1829–1920), matemàtic alemany                       | C T                                          | WGPSN |
| Capella     | 7° 39′ S, 34° 55′ E / 7.65°S,34.92°E     | 48,13         | Marcià Mineu Fèlix Capel·la (c. 400), astrònom romà                                                            | A B C D E F G H J M R T                      | WGPSN |
| Capuanus    | 34° 05′ S, 26° 44′ O / 34.09°S,26.73°O   | 59,69         | Francesco Capuano Di Manfredonia (c. 1400), astrònom italià                                                    | A B C D E F H K L M P                        | WGPSN |
| Cardanus    | 13° 16′ N, 72° 30′ O / 13.27°N,72.5°O    | 49,57         | Girolamo Cardano (1501–1576), matemàtic italià                                                                 | B C E G K M R                                | WGPSN |
| Carlini     | 33° 45′ N, 24° 07′ O / 33.75°N,24.12°O   | 10,66         | Francesco Carlini (1783–1862), astrònom italià                                                                 | A (B) C D E G H K L S                        | WGPSN |
| Carlos      | 24° 55′ N, 2° 17′ E / 24.91°N,2.28°E     | 4,67          | Antropònim masculí castellà                                                                                    | -                                            | WGPSN |
| Carmichael  | 19° 32′ N, 40° 22′ E / 19.53°N,40.36°E   | 19,73         | Leonard Carmichael (1898–1973), psicòleg estatunidenc                                                          | -                                            | WGPSN |
| Carnot      | 52° 05′ N, 144° 12′ O / 52.09°N,144.2°O  | 126,06        | Nicolas Léonard Sadi Carnot (1796–1832), físic francès                                                         | F                                            | WGPSN |
| Carol       | 8° 29′ N, 122° 22′ E / 8.48°N,122.37°E   | 6,25          | Antropònim femení llatí                                                                                        | -                                            | WGPSN |
| Carpenter   | 69° 31′ N, 51° 14′ O / 69.52°N,51.23°O   | 59,06         | James Carpenter (1840–1899), astrònom britànic Edwin Francis Carpenter (1898–1963), astrònom estatunidenc      | T U V W Y                                    | WGPSN |
| Carrel      | 10° 40′ N, 26° 41′ E / 10.67°N,26.68°E   | 15,59         | Alexis Carrel (1873–1944), fisiòleg francès                                                                    | -                                            | WGPSN |
| Carrillo    | 2° 07′ S, 80° 58′ E / 2.11°S,80.96°E     | 17,85         | Nabor Carrillo Flores (1911–1967), enginyer mexicà                                                             | -                                            | WGPSN |
| Carrington  | 43° 58′ N, 62° 02′ E / 43.97°N,62.04°E   | 27,77         | Richard Christopher Carrington (1826–1875), astrònom britànic                                                  | -                                            | WGPSN |
| Cartan      | 4° 14′ N, 59° 17′ E / 4.24°N,59.29°E     | 15,62         | Élie J. Cartan (1869–1951), matemàtic francès                                                                  | -                                            | WGPSN |
| Carver      | 43° 28′ S, 127° 36′ E / 43.46°S,127.6°E  | 62,45         | George Washington Carver (c. 1864–1943), botànic estatunidenc                                                  | (K) L M                                      | WGPSN |
| Casatus     | 72° 42′ S, 30° 45′ O / 72.7°S,30.75°O    | 102,85        | Paolo Casati (1617–1707), matemàtic italià                                                                     | A C D E H J K                                | WGPSN |
| Cassegrain  | 51° 57′ S, 113° 18′ E / 51.95°S,113.3°E  | 56,66         | Laurent Cassegrain (c.1629–1693), astrònom francès                                                             | B H K                                        | WGPSN |
| Cassini     | 40° 15′ N, 4° 38′ E / 40.25°N,4.64°E     | 56,88         | Giovanni Domenico Cassini (1625–1712), astrònom italo-francès Jacques J. Cassini (1677–1756), astrònom francès | A B C E F G K L M P W X Y Z                  | WGPSN |
| Catalán     | 45° 42′ S, 87° 22′ O / 45.7°S,87.37°O    | 26,77         | Miguel Catalán Sañudo (1894–1957), espectroscopista espanyol                                                   | A B U                                        | WGPSN |
| Catharina   | 17° 59′ S, 23° 33′ E / 17.98°S,23.55°E   | 98,77         | Caterina d'Alexandria (mort c. 307), teòloga grega                                                             | A B C D E F G H J K L M P S                  | WGPSN |
| Cauchy      | 9° 34′ N, 38° 38′ E / 9.56°N,38.63°E     | 11,80         | Augustin Louis Cauchy (1789–1857), matemàtic francès                                                           | A B C D E F M U V W                          | WGPSN |
| Cavalerius  | 5° 06′ N, 66° 56′ O / 5.1°N,66.93°O      | 59,35         | Buonaventura Cavalieri (1598–1647), matemàtic italià                                                           | A B C D E F K L M U W X Y Z                  | WGPSN |
| Cavendish   | 24° 38′ S, 53° 47′ O / 24.63°S,53.78°O   | 52,64         | Henry Cavendish (1731–1810), físic britànic                                                                    | A B E F L M N P S T                          | WGPSN |
| Caventou    | 29° 44′ N, 29° 23′ O / 29.74°N,29.38°O   | 2,80          | Joseph Bienaimé Caventou (1795–1877), farmacòleg francès                                                       | -                                            | WGPSN |
| Cayley      | 3° 56′ N, 15° 05′ E / 3.94°N,15.09°E     | 14,20         | Arthur Cayley (1821–1895), matemàtic britànic                                                                  | -                                            | WGPSN |
| Celsius     | 34° 06′ S, 20° 03′ E / 34.1°S,20.05°E    | 38,96         | Anders Celsius (1701–1744), físic i astrònom suec                                                              | A B D E H                                    | WGPSN |
| Censorinus  | 0° 25′ S, 32° 41′ E / 0.42°S,32.69°E     | 4,01          | Censorí (fl. 238), astrònom romà                                                                               | A B C D E (F) H J K L N S T U V W X Z        | WGPSN |
| Cepheus     | 40° 41′ N, 45° 47′ E / 40.68°N,45.78°E   | 39,43         | Cefeu, personatge de la mitologia grega                                                                        | A                                            | WGPSN |
| Chacornac   | 29° 53′ N, 31° 40′ E / 29.88°N,31.67°E   | 50,44         | Jean Chacornac (1823–1873), astrònom francès                                                                   | A B C D E F                                  | WGPSN |
| Chadwick    | 52° 51′ S, 101° 20′ O / 52.85°S,101.34°O | 29,74         | James Chadwick (1891–1974), físic britànic                                                                     | -                                            | WGPSN |
| Chaffee     | 39° 04′ S, 154° 38′ O / 39.06°S,154.63°O | 51,75         | Roger B. Chaffee (1935–1967), astronauta estatunidenc                                                          | F S W                                        | WGPSN |
| Challis     | 79° 35′ N, 9° 05′ E / 79.58°N,9.09°E     | 53,21         | James Challis (1803–1862), astrònom britànic                                                                   | A                                            | WGPSN |
| Chalonge    | 20° 26′ S, 116° 21′ O / 20.44°S,116.35°O | 25,08         | Daniel Chalonge (1895–1977), astrònom francès                                                                  | -                                            | WGPSN |
| Chamberlin  | 58° 50′ S, 96° 02′ E / 58.83°S,96.04°E   | 60,41         | Thomas Chrowder Chamberlin (1843–1928), geòleg estatunidenc                                                    | D H R                                        | WGPSN |
| Champollion | 37° 23′ N, 175° 02′ E / 37.39°N,175.03°E | 48,97         | Jean-François Champollion (1790–1832), egiptòleg francès                                                       | A F K Y                                      | WGPSN |
| Chandler    | 43° 39′ N, 171° 46′ E / 43.65°N,171.76°E | 88,60         | Seth Carlo Chandler (1846–1913), astrònom estatunidenc                                                         | G P Q U                                      | WGPSN |
| Chang Heng  | 18° 54′ N, 112° 13′ E / 18.9°N,112.21°E  | 42,65         | Zhang Heng (78–139), astrònom xinès                                                                            | C                                            | WGPSN |
| Chang-Ngo   | 12° 41′ S, 2° 10′ O / 12.69°S,2.16°O     | 2,34          | Antropònim femení xinès. Deessa xinesa Chang'e                                                                 | -                                            | WGPSN |
| Chant       | 40° 08′ S, 109° 28′ O / 40.14°S,109.46°O | 33,60         | Clarence Augustus Chant (1865–1956), astrònom canadenc                                                         | -                                            | WGPSN |
| Chaplygin   | 5° 46′ S, 150° 14′ E / 5.76°S,150.24°E   | 123,39        | Sergeï A. Čaplygin (1869–1942), matemàtic rus                                                                  | B K Q Y                                      | WGPSN |
| Chapman     | 50° 05′ N, 100° 28′ O / 50.09°N,100.47°O | 76,83         | Sydney Chapman (1888–1970), geofísic britànic                                                                  | D M V                                        | WGPSN |
| Chappe      | 61° 17′ S, 91° 14′ O / 61.29°S,91.24°O   | 55,79         | Jean-Baptiste Chappe d'Auteroche (1728–1769), astrònom francès                                                 | -                                            | WGPSN |
| Chappell    | 54° 32′ N, 176° 46′ O / 54.53°N,176.77°O | 73,92         | James F. Chappell (1891–1964), astrònom estatunidenc                                                           | E T                                          | WGPSN |
| Charles     | 29° 54′ N, 26° 22′ O / 29.9°N,26.37°O    | 1,34          | Antropònim masculí francès                                                                                     | -                                            | WGPSN |
| Charlier    | 36° 13′ N, 131° 41′ O / 36.22°N,131.69°O | 109,88        | Carl Charlier (1862–1934), astrònom suec                                                                       | Z                                            | WGPSN |
| Chaucer     | 3° 23′ N, 140° 43′ O / 3.39°N,140.71°O   | 45,48         | Geoffrey Chaucer (c. 1340–1400), astrònom i escriptor britànic                                                 | B P                                          | WGPSN |
| Chauvenet   | 11° 38′ S, 137° 12′ E / 11.64°S,137.2°E  | 77,67         | William Chauvenet (1820–1870), matemàtic estatunidenc                                                          | C D E G J L P Q S U                          | WGPSN |
| Chawla      | 42° 29′ S, 147° 29′ O / 42.48°S,147.49°O | 14,25         | Kalpana Chawla (1961–2003), astronauta estatutunidenc                                                          | -                                            | WGPSN |
| Chebyshev   | 34° 01′ S, 132° 53′ O / 34.01°S,132.88°O | 179,05        | Pafnuty L. Chebyshev (1821–1894), matemàtic rus                                                                | C N U V Z                                    | WGPSN |
| Chernyshev  | 47° 01′ N, 174° 25′ E / 47.01°N,174.41°E | 59,31         | Nikolaï G. Černyšëv (1906–1963), enginyer rus                                                                  | B                                            | WGPSN |
| Chevallier  | 45° 01′ N, 51° 34′ E / 45.01°N,51.57°E   | 51,83         | Temple Chevallier (1794–1873), astrònom britànic                                                               | B F K M                                      | WGPSN |
| Ching-Te    | 20° 01′ N, 29° 58′ E / 20.02°N,29.97°E   | 3,70          | Antropònim masculí xinès                                                                                       | -                                            | WGPSN |
| Chladni     | 3° 59′ N, 1° 07′ E / 3.99°N,1.12°E       | 13,07         | Ernst Florens Friedrich Chladni (1756–1827), físic alemany                                                     | -                                            | WGPSN |
| Chrétien    | 46° 07′ S, 162° 59′ E / 46.11°S,162.99°E | 98,63         | Henri Chrétien (1870–1956), astrònom francès                                                                   | A C S W                                      | WGPSN |
| Cichus      | 33° 17′ S, 21° 11′ O / 33.29°S,21.18°O   | 39,18         | Cecco d'Ascoli (1257–1327), astrònom italià                                                                    | A B C F G H J K N                            | WGPSN |
| Clairaut    | 47° 50′ S, 13° 52′ E / 47.84°S,13.86°E   | 76,89         | Alexis Claude Clairaut (1713–1765),matemàtic francès                                                           | A B C D E F G H J K M P R S                  | WGPSN |
| Clark       | 38° 40′ S, 119° 21′ E / 38.67°S,119.35°E | 52,11         | Alvan Clark (1804–1887), astrònom estatunidenc Alvan Graham Clark (1832–1897), astrònom estatunidenc           | F                                            | WGPSN |
| Clausius    | 36° 54′ S, 43° 56′ O / 36.9°S,43.93°O    | 24,20         | Rudolf Julius Emmanuel Clausius (1822–1888), físic alemany                                                     | A B C D E F G H J BA                         | WGPSN |
| Clavius     | 58° 37′ S, 14° 44′ O / 58.62°S,14.73°O   | 230,77        | Christopher Klau Clavius (1537–1612), matemàtic alemany                                                        | C D E F G H J K L M N O P R T W X Y          | WGPSN |
| Cleomedes   | 27° 36′ N, 55° 30′ E / 27.6°N,55.5°E     | 130,77        | Cleòmedes (mort c. 50 aC), astrònom grec                                                                       | A B C D E F G H J L M N P Q R S T            | WGPSN |
| Cleostratus | 60° 19′ N, 77° 24′ O / 60.32°N,77.4°O    | 63,23         | Cleostrat de Tenedos (mort c. 500 aC), astrònom grec                                                           | A E F H J K L M N P R                        | WGPSN |
| Clerke      | 21° 41′ N, 29° 48′ E / 21.68°N,29.8°E    | 6,66          | Agnes Mary Clerke (1842–1907), astrònoma britànica                                                             | -                                            | WGPSN |
| Coblentz    | 38° 05′ S, 126° 39′ E / 38.09°S,126.65°E | 32,66         | William Weber Coblentz (1873–1962), astrònom estatunidenc                                                      | -                                            | WGPSN |
| Cockcroft   | 31° 05′ N, 162° 55′ O / 31.09°N,162.91°O | 92,16         | John Douglas Cockcroft (1897–1967), físic britànic                                                             | N                                            | WGPSN |
| Collins     | 1° 18′ N, 23° 43′ E / 1.3°N,23.71°E      | 2,58          | Michael Collins (nascut 1930), astronauta estatunidenc                                                         | -                                            | WGPSN |
| Colombo     | 15° 16′ S, 46° 01′ E / 15.26°S,46.02°E   | 79,02         | Cristòfor Colom (c. 1446–1506), explorador italià                                                              | A B E G H J K M P T                          | WGPSN |
| Compton     | 55° 52′ N, 104° 03′ E / 55.86°N,104.05°E | 164,63        | Arthur Holly Compton (1892–1962), físic estatunidenc Karl Taylor Compton (1887–1954), físic estatunidenc       | E R W                                        | WGPSN |
| Comrie      | 23° 23′ N, 113° 10′ O / 23.39°N,113.17°O | 59,25         | Leslie John Comrie (1893–1950), astrònom britànic                                                              | K T V                                        | WGPSN |
| Comstock    | 21° 35′ N, 122° 03′ O / 21.59°N,122.05°O | 73,23         | George Cary Comstock (1855–1934), astrònom estatunidenc                                                        | A P                                          | WGPSN |
| Condon      | 1° 52′ N, 60° 22′ E / 1.87°N,60.36°E     | 34,85         | Edward Uhler Condon (1902–1974), físic estatunidenc                                                            | -                                            | WGPSN |
| Condorcet   | 12° 06′ N, 69° 35′ E / 12.1°N,69.58°E    | 74,85         | Nicolas de Condorcet (1743–1794), matemàtic francés                                                            | A D E F G H J (K) L M N P Q R S T U W X Y TA | WGPSN |
| Congreve    | 0° 17′ S, 167° 50′ O / 0.28°S,167.84°O   | 57,61         | William Congreve (1772–1828), enginyer britànic                                                                | G H L N Q U                                  | WGPSN |
| Conon       | 21° 40′ N, 1° 57′ E / 21.66°N,1.95°E     | 20,96         | Conó de Samos (c. 260 aC), astrònom grec                                                                       | A W Y                                        | WGPSN |
| Cook        | 17° 30′ S, 48° 49′ E / 17.5°S,48.81°E    | 45,16         | James Cook (1728–1779), explorador i cartògraf anglès                                                          | A B C D E F G                                | WGPSN |
| Cooper      | 52° 41′ N, 175° 55′ E / 52.68°N,175.92°E | 51,87         | John Cobb Cooper (1887–1967), jurista estatunidenc                                                             | G K                                          | WGPSN |
| Copernicus  | 9° 37′ N, 20° 05′ O / 9.62°N,20.08°O     | 96,07         | Nicolaus Copernicus (1473–1543), astrònom polonès                                                              | A B C D E F G H J L N P R                    | WGPSN |
| Cori        | 50° 29′ S, 152° 55′ O / 50.48°S,152.91°O | 67,22         | Gerty Theresa Radnitz Cori (1896–1957), bioquímica estatunidenca d'origen txec                                 | G                                            | WGPSN |
| Coriolis    | 0° 34′ N, 171° 48′ E / 0.56°N,171.8°E    | 78,56         | Gaspard-Gustave Coriolis (1792–1843), físic francès                                                            | C G H L M S W Y Z                            | WGPSN |
| Couder      | 4° 54′ S, 92° 35′ O / 4.9°S,92.58°O      | 18,56         | André Couder (1897–1978), astrònom francès                                                                     | -                                            | WGPSN |
| Coulomb     | 54° 28′ N, 115° 00′ O / 54.46°N,115°O    | 89,72         | Charles-Augustin de Coulomb (1736–1806), físic francès                                                         | C J N P V W                                  | WGPSN |
| Courtney    | 25° 08′ N, 30° 49′ O / 25.14°N,30.81°O   | 1,24          | Antropònim femení anglès                                                                                       | -                                            | WGPSN |
| Cremona     | 67° 14′ N, 90° 52′ O / 67.24°N,90.86°O   | 85,12         | Luigi Cremona (1830–1903), matemàtic italià                                                                    | A B C L                                      | WGPSN |
| Crile       | 14° 13′ N, 45° 59′ E / 14.21°N,45.98°E   | 9,30          | George Washington Crile (1864–1943), metge estatunidenc                                                        | -                                            | WGPSN |
| Crocco      | 46° 59′ S, 150° 31′ E / 46.98°S,150.51°E | 67,50         | Gaetano Arturo Crocco (1877–1968), enginyer italià                                                             | E G R                                        | WGPSN |
| Crommelin   | 67° 28′ S, 147° 57′ O / 67.46°S,147.95°O | 93,48         | Andrew Claude de la Cherois Crommelin (1865–1939), astrònom britànic                                           | C W X                                        | WGPSN |
| Crookes     | 10° 24′ S, 165° 06′ O / 10.4°S,165.1°O   | 48,25         | William Crookes (1832–1919), químic britànic                                                                   | D P X                                        | WGPSN |
| Crozier     | 13° 34′ S, 50° 43′ E / 13.56°S,50.72°E   | 22,51         | Francis Rawdon Moira Crozier (1796–1848), explorador britànic                                                  | B D E F G H L M                              | WGPSN |
| Crüger      | 16° 41′ S, 66° 58′ O / 16.68°S,66.96°O   | 45,94         | Peter Crüger (1580–1639), matemàtic alemany                                                                    | A B C D E F G H                              | WGPSN |
| Ctesibius   | 0° 50′ N, 118° 45′ E / 0.83°N,118.75°E   | 32,10         | Ctesibi (mort c. 100), físic egipci                                                                            | -                                            | WGPSN |
| Curie       | 23° 03′ S, 92° 17′ E / 23.05°S,92.28°E   | 138,87        | Pierre Curie (1859–1906), químic francès                                                                       | C E G K L M P V Z                            | WGPSN |
| Curtis      | 14° 34′ N, 56° 47′ E / 14.57°N,56.79°E   | 2,88          | Heber Doust Curtis (1859–1906), astrònom estatunidenc                                                          | -                                            | WGPSN |
| Curtius     | 67° 05′ S, 4° 24′ E / 67.08°S,4.4°E      | 99,29         | Albert Curtz (1600–1671), astrònom alemany                                                                     | A B C D E F G H K L M                        | WGPSN |
| Cusanus     | 71° 49′ N, 69° 24′ E / 71.82°N,69.4°E    | 60,87         | Nicolau de Cusa (1401–1464), matemàtic alemany                                                                 | A B C E F G H                                | WGPSN |
| Cuvier      | 50° 17′ S, 9° 41′ E / 50.29°S,9.69°E     | 77,30         | Georges Cuvier (1769–1832), palenteòleg francès                                                                | A B C D E F G H J K L M N O P Q R            | WGPSN |
| Cyrano      | 20° 22′ S, 157° 22′ E / 20.37°S,157.37°E | 79,58         | Cyrano de Bergerac (1615–1655), escriptor francès                                                              | A B D E P                                    | WGPSN |
| Cyrillus    | 13° 17′ S, 24° 04′ E / 13.29°S,24.07°E   | 98,09         | Sant Ciril (mort 444), teòleg egipci                                                                           | A (B) C E F G                                | WGPSN |
| Cysatus     | 66° 13′ S, 6° 20′ O / 66.21°S,6.34°O     | 47,77         | Jean-Baptiste Cysat (1588–1657), astrònom suís                                                                 | A B C D E F G H J                            | WGPSN |

## D
| Cràter        | Coordenades                              | Diàmetre (km) | Epònim                                                                                      | Cràters satél·lit                                       | Ref.  |
| ------------- | ---------------------------------------- | ------------- | ------------------------------------------------------------------------------------------- | ------------------------------------------------------- | ----- |
| D. Brown      | 41° 39′ S, 147° 10′ O / 41.65°S,147.16°O | 16,12         | David McDowell Brown (1956–2003), astronauta estatunidenc                                   | -                                                       | WGPSN |
| da Vinci      | 9° 06′ N, 44° 57′ E / 9.1°N,44.95°E      | 37,46         | Leonardo da Vinci (1452–1519), inventor italià                                              | A                                                       | WGPSN |
| Daedalus      | 5° 50′ S, 179° 24′ E / 5.83°S,179.4°E    | 93,61         | Dèdal, personatge de la mitologia grega                                                     | B C G K M R S U W                                       | WGPSN |
| Dag           | 18° 43′ N, 5° 16′ E / 18.71°N,5.26°E     | 0,36          | Antropònim masculí escandinau                                                               | -                                                       | WGPSN |
| Daguerre      | 11° 55′ S, 33° 37′ E / 11.91°S,33.61°E   | 45,79         | Louis Daguerre (1789–1851), químic francès                                                  | K U X Y X                                               | WGPSN |
| Dale          | 9° 34′ S, 82° 56′ E / 9.56°S,82.93°E     | 23,41         | Henry Hallett Dale (1875–1968), fisiòleg britànic                                           | -                                                       | WGPSN |
| d'Alembert    | 51° 04′ N, 164° 53′ E / 51.07°N,164.89°E | 233,55        | Jean le Rond d'Alembert (1717–1783), matemàtic francès                                      | E G J Z                                                 | WGPSN |
| Dalton        | 17° 04′ N, 84° 27′ O / 17.07°N,84.45°O   | 60,69         | John Dalton (1766–1844), químic britànic                                                    | -                                                       | WGPSN |
| Daly          | 5° 44′ N, 59° 30′ E / 5.74°N,59.5°E      | 14,96         | Reginald Aldworth Daly (1871–1957), geòleg estatunidenc d'origen canadenc                   | -                                                       | WGPSN |
| Damoiseau     | 4° 51′ S, 61° 15′ O / 4.85°S,61.25°O     | 36,66         | Marie Charles Theodor De Damoiseau (1768–1846), astrònom francès                            | A B C D E F G H J K L M BA                              | WGPSN |
| Daniell       | 35° 25′ N, 31° 10′ E / 35.42°N,31.16°E   | 28,20         | John Frederick Daniell (1790–1845), químic britànic                                         | D W X                                                   | WGPSN |
| Danjon        | 11° 25′ S, 123° 54′ E / 11.42°S,123.9°E  | 69,30         | André Danjon (1890–1967), astrònom francès                                                  | J K M X                                                 | WGPSN |
| Dante         | 25° 22′ N, 180° 00′ E / 25.36°N,180°E    | 53,83         | Dante Alighieri (1265–1321), poeta italià                                                   | C E G P S T Y                                           | WGPSN |
| Darney        | 14° 37′ S, 23° 34′ O / 14.61°S,23.57°O   | 14,81         | Maurice Darney (1882–1958), astrònom francès                                                | B C D E F J                                             | WGPSN |
| D'Arrest      | 2° 16′ N, 14° 36′ E / 2.26°N,14.6°E      | 29,67         | Heinrich L. d'Arrest (1822–1875), astrònom alemany                                          | A B M R                                                 | WGPSN |
| D'Arsonval    | 10° 19′ S, 124° 35′ E / 10.31°S,124.59°E | 30,36         | Jacques Arsene d'Arsonval (1851–1940), físic francès                                        | A                                                       | WGPSN |
| Darwin        | 19° 56′ S, 69° 13′ O / 19.93°S,69.21°O   | 122,18        | Charles Darwin (1809–1882), naturalista britànic                                            | A B C F G H                                             | WGPSN |
| Das           | 26° 29′ S, 137° 03′ O / 26.49°S,137.05°O | 35,95         | Amil Kumar Das (1902–1961), astrònom indi                                                   | G                                                       | WGPSN |
| Daubrée       | 15° 44′ N, 14° 45′ E / 15.73°N,14.75°E   | 14,67         | Gabriel Auguste Daubrée (1814–1896), geòleg francès                                         | -                                                       | WGPSN |
| Davisson      | 37° 56′ S, 174° 58′ O / 37.93°S,174.97°O | 92,46         | Clinton Joseph Davisson (1881–1958), físic estatunidenc                                     | -                                                       | WGPSN |
| Davy          | 11° 51′ S, 8° 09′ O / 11.85°S,8.15°O     | 33,94         | Humphry Davy (1778–1829), físic britànic                                                    | A B C G K U Y                                           | WGPSN |
| Dawes         | 17° 13′ N, 26° 20′ E / 17.21°N,26.34°E   | 17,60         | William Rutter Dawes (1799–1868), astrònom britànic                                         | -                                                       | WGPSN |
| Dawson        | 66° 59′ S, 135° 03′ O / 66.99°S,135.05°O | 44,32         | Bernhard H. Dawson (1890–1960), astrònom argentí                                            | D B                                                     | WGPSN |
| De Forest     | 76° 56′ S, 163° 20′ O / 76.94°S,163.33°O | 56,26         | Lee De Forest (1873–1961), inventor estatunidenc                                            | N P                                                     | WGPSN |
| De Gasparis   | 25° 50′ S, 50° 50′ O / 25.83°S,50.83°O   | 30,90         | Annibale de Gasparis (1819–1892), astrònom italià                                           | A B C D E F G                                           | WGPSN |
| de Gerlache   | 88° 29′ S, 88° 20′ O / 88.48°S,88.34°O   | 32,71         | Adrien de Gerlache (1866–1934), explorador belga                                            | -                                                       | WGPSN |
| De La Rue     | 59° 01′ N, 52° 50′ E / 59.02°N,52.84°E   | 135,22        | Warren de la Rue (1815–1889), astrònom britànic                                             | D E J P Q R S W                                         | WGPSN |
| De Moraes     | 49° 23′ N, 143° 00′ E / 49.38°N,143°E    | 54,41         | Abrahão De Moraes (1916–1970), astrònom brasiler                                            | S T                                                     | WGPSN |
| De Morgan     | 3° 19′ N, 14° 53′ E / 3.31°N,14.89°E     | 9,68          | Augustus De Morgan (1806–1871), matemàtic britànic                                          | -                                                       | WGPSN |
| De Roy        | 55° 14′ S, 98° 59′ O / 55.24°S,98.99°O   | 43,51         | Felix De Roy (1883–1942), astrònom belga                                                    | N P Q (Y)                                               | WGPSN |
| De Sitter     | 79° 49′ N, 38° 34′ E / 79.81°N,38.57°E   | 63,79         | Willem de Sitter (1872–1934), astrònom neerlandès                                           | A F G L M U V W X                                       | WGPSN |
| De Vico       | 19° 43′ S, 60° 19′ O / 19.71°S,60.32°O   | 22,13         | Francesco de Vico (1805–1848), astrònom italià                                              | A B C D E F G H K L M N P R S T X Y AA                  | WGPSN |
| De Vries      | 19° 41′ S, 176° 47′ O / 19.68°S,176.78°O | 57,51         | Hugo de Vries (1848–1935), botànic neerlandès                                               | D N R                                                   | WGPSN |
| Debes         | 29° 28′ N, 51° 37′ E / 29.47°N,51.62°E   | 31,92         | Ernst Debes (1840–1923), cartògraf alemany                                                  | A B                                                     | WGPSN |
| Debus         | 10° 41′ S, 99° 41′ E / 10.68°S,99.68°E   | 19,77         | Kurt Heinrich Debus (1908–1983), enginyer alemany                                           | -                                                       | WGPSN |
| Debye         | 49° 26′ N, 176° 02′ O / 49.43°N,176.03°O | 127,03        | Peter Debye (1884–1966), químic neerlandès                                                  | E J Q                                                   | WGPSN |
| Dechen        | 46° 07′ N, 68° 11′ O / 46.12°N,68.18°O   | 12,04         | Ernst Heinrich Karl von Dechen (1800–1889), geòleg alemany                                  | A B C D                                                 | WGPSN |
| Delambre      | 1° 56′ S, 17° 23′ E / 1.94°S,17.39°E     | 51,49         | Jean Baptiste Joseph Delambre (1749–1822), astrònom francès                                 | B D F H J                                               | WGPSN |
| Delaunay      | 22° 16′ S, 2° 37′ E / 22.26°S,2.62°E     | 44,63         | Charles-Eugène Delaunay (1816–1872), astrònom francès                                       | A                                                       | WGPSN |
| Delia         | 10° 55′ S, 6° 08′ O / 10.91°S,6.13°O     | 1,57          | Antropònim femení grec                                                                      | -                                                       | WGPSN |
| Delisle       | 29° 59′ N, 34° 41′ O / 29.98°N,34.68°O   | 24,83         | Joseph-Nicolas Delisle (1688–1768), astrònom francès                                        | K                                                       | WGPSN |
| Dellinger     | 6° 52′ S, 140° 42′ E / 6.87°S,140.7°E    | 82,04         | John Howard Dellinger (1886–1962), físic estatunidenc                                       | B U                                                     | WGPSN |
| Delmotte      | 27° 10′ N, 60° 12′ E / 27.16°N,60.2°E    | 32,16         | Gabriel Delmotte (1876–1950), astrònom francès                                              | -                                                       | WGPSN |
| Delporte      | 15° 53′ S, 121° 33′ E / 15.89°S,121.55°E | 42,5          | Eugène Joseph Delporte (1882–1955), astrònom belga                                          | -                                                       | WGPSN |
| Deluc         | 55° 01′ S, 2° 59′ O / 55.02°S,2.98°O     | 45,69         | Jean-André Deluc (1727–1817), geòleg suís                                                   | A B C D E F G H J L M N O P Q R S T U V W               | WGPSN |
| Dembowski     | 2° 53′ N, 7° 16′ E / 2.88°N,7.27°E       | 26,11         | Ercole Dembowski (1815–1881), astrònom italià                                               | A B C                                                   | WGPSN |
| Democritus    | 62° 19′ N, 34° 59′ E / 62.31°N,34.99°E   | 37,78         | Demòcrit d'Abdera (c. 460–360), filòsof i astrònom grec                                     | A B D K L M N                                           | WGPSN |
| Demonax       | 78° 05′ S, 59° 22′ E / 78.09°S,59.36°E   | 121,93        | Demonax (mort c. 100), filòsof grec                                                         | A B C E                                                 | WGPSN |
| Denning       | 16° 16′ S, 142° 46′ E / 16.26°S,142.76°E | 44,18         | William Frederick Denning (1848–1931), astrònom britànic                                    | B C D L R U V Y Z                                       | WGPSN |
| Desargues     | 70° 15′ N, 73° 25′ O / 70.25°N,73.42°O   | 84,85         | Gérard Desargues (1591–1661), matemàtic francès                                             | A B C D E K L M                                         | WGPSN |
| Descartes     | 11° 44′ S, 15° 40′ E / 11.74°S,15.67°E   | 47,73         | René Descartes (1596–1650), matemàtic francès                                               | A C                                                     | WGPSN |
| Deseilligny   | 21° 08′ N, 20° 35′ E / 21.13°N,20.59°E   | 6,01          | Jules Alfred Pierrot Deseilligny (1868–1918), selenògraf francès                            | -                                                       | WGPSN |
| Deslandres    | 32° 33′ S, 5° 34′ O / 32.55°S,5.57°O     | 227,02        | Henri-Alexandre Deslandres (1853–1948), astrofísic francès                                  | -                                                       | WGPSN |
| Deutsch       | 24° 21′ N, 110° 55′ E / 24.35°N,110.91°E | 73,33         | Armin Joseph Deutsch (1918–1969), astrònom estatunidenc                                     | F L                                                     | WGPSN |
| Dewar         | 2° 37′ S, 165° 37′ E / 2.61°S,165.62°E   | 46,31         | James Dewar (1842–1923), químic britànic                                                    | E F S                                                   | WGPSN |
| Diana         | 14° 17′ N, 35° 39′ E / 14.29°N,35.65°E   | 1,55          | Antropònim femení llatí                                                                     | -                                                       | WGPSN |
| Diderot       | 20° 25′ S, 121° 32′ E / 20.42°S,121.54°E | 20,00         | Denis Diderot (1713–1784), filòsof francès                                                  | -                                                       | WGPSN |
| Dionysius     | 2° 46′ N, 17° 17′ E / 2.77°N,17.29°E     | 17,25         | Dionís l'Areopagita (fl. segle I), astrònom grec                                            | A B                                                     | WGPSN |
| Diophantus    | 27° 37′ N, 34° 18′ O / 27.62°N,34.3°O    | 17.57         | Diofant d'Alexandria (mort c. 300), matemàtic grec                                          | (A) B C D                                               | WGPSN |
| Dirichlet     | 10° 35′ N, 152° 03′ O / 10.58°N,152.05°O | 47,24         | Peter Gustav Lejeune Dirichlet (1805–1859), matemàtic alemany                               | E                                                       | WGPSN |
| Dobrovolʹskiy | 12° 50′ S, 129° 41′ E / 12.83°S,129.68°E | 38.40         | Georgiy T. Dobrovolskiy (1928–1971)                                                         | D M R                                                   | WGPSN |
| Doerfel       | 68° 58′ S, 108° 32′ O / 68.97°S,108.53°O | 68,63         | Georg Samuel Doerfel (1643–1688)                                                            | R S U Y                                                 | WGPSN |
| Dollond       | 10° 29′ S, 14° 25′ E / 10.48°S,14.41°E   | 11,04         | John Dollond (1706–1761)                                                                    | B (C) D E L M T U V W Y                                 | WGPSN |
| Donati        | 20° 41′ S, 5° 06′ E / 20.69°S,5.1°E      | 35,84         | Giovanni Battista Donati (1826–1873)                                                        | A B C D K                                               | WGPSN |
| Donna         | 7° 13′ N, 38° 18′ E / 7.22°N,38.3°E      | 1,84          | Antropònim femení llatí                                                                     | -                                                       | WGPSN |
| Donner        | 31° 21′ S, 97° 59′ E / 31.35°S,97.99°E   | 55,05         | Anders Severin Donner (1854–1938)                                                           | M N P Q R S T V Z                                       | WGPSN |
| Doppelmayer   | 28° 29′ S, 41° 31′ O / 28.48°S,41.51°O   | 65,08         | Johann Gabriel Doppelmayr (1671–1750), astrònom i matemàtic alemany                         | A B C D G H J K L M N P R S T V W Y Z                   | WGPSN |
| Doppler       | 12° 35′ S, 159° 50′ O / 12.58°S,159.84°O | 101,79        | J. Christian Doppler (1803–1853), físic austríac                                            | B M N W X                                               | WGPSN |
| Douglass      | 35° 30′ N, 122° 43′ O / 35.5°N,122.72°O  | 50.95         | Andrew Ellicott Douglass (1867–1962), astrònom estatunidenc                                 | C X                                                     | WGPSN |
| Dove          | 46° 50′ S, 31° 25′ E / 46.83°S,31.42°E   | 30,36         | Heinrich Wilhelm Dove (1803–1879), físic alemany                                            | A B C Z                                                 | WGPSN |
| Draper        | 17° 34′ N, 21° 45′ O / 17.56°N,21.75°O   | 8,28          | Henry Draper (1837–1882), astrònom estatunidenc                                             | A C                                                     | WGPSN |
| Drebbel       | 40° 56′ S, 49° 07′ O / 40.93°S,49.12°O   | 30,23         | Cornelius Drebbel (1572–1634), inventor neerlandès                                          | A B C D E F G H J K L M N P                             | WGPSN |
| Dreyer        | 10° 14′ N, 97° 05′ E / 10.24°N,97.09°E   | 63,84         | John L. E. Dreyer (1852–1926), astrònom danès                                               | C D J K R W                                             | WGPSN |
| Drude         | 38° 34′ S, 91° 53′ O / 38.56°S,91.89°O   | 27,13         | Paul Karl Ludwig Drude (1863–1906), físic alemany                                           | (S)                                                     | WGPSN |
| Dryden        | 33° 13′ S, 156° 09′ O / 33.21°S,156.15°O | 54,45         | Hugh Latimer Dryden (1898–1965), físic estatunidenc                                         | S T W                                                   | WGPSN |
| Drygalski     | 79° 34′ S, 87° 11′ O / 79.57°S,87.18°O   | 162,49        | Erich Dagobert von Drygalski (1865–1949), geògraf alemany                                   | P (Q) V                                                 | WGPSN |
| Dubyago       | 4° 23′ N, 69° 57′ E / 4.38°N,69.95°E     | 48,12         | Dmitrij I. Dubyago (1850–1918), astrònom rus Aleksandr D. Dubyago (1903–1959), astrònom rus | B (C) D E F G H J K L M N (P) (Q) R (S) T (U) V W X Y Z | WGPSN |
| Dufay         | 5° 34′ N, 169° 32′ E / 5.57°N,169.54°E   | 36,11         | Jean Dufay (1896–1967), astrònom francès                                                    | A B D X Y                                               | WGPSN |
| Dugan         | 64° 07′ N, 103° 07′ E / 64.12°N,103.11°E | 49,65         | Raymond Smith Dugan (1878–1940), astrònom estatunidenc                                      | J X                                                     | WGPSN |
| Dunér         | 44° 41′ N, 179° 28′ E / 44.68°N,179.46°E | 65,07         | Nils Christoffer Dunér (1839–1914), astrònom suec                                           | A                                                       | WGPSN |
| Dunthorne     | 30° 07′ S, 31° 43′ O / 30.12°S,31.71°O   | 15,12         | Richard Dunthorne (1711–1775), astrònom britànic                                            | A B C D                                                 | WGPSN |
| Dyson         | 60° 52′ N, 121° 43′ O / 60.87°N,121.71°O | 63,14         | Frank Watson Dyson (1868–1939), astrònom britànic                                           | B H M Q X                                               | WGPSN |
| Dziewulski    | 20° 59′ N, 99° 01′ E / 20.99°N,99.02°E   | 68,90         | Władysław Dziewulski (1878–1962), astrònom polonès                                          | Q                                                       | WGPSN |

## E
| Cràter           | Coordenades                              | Diàmetre (km) | Epònim                                                               | Cràters satél·lit               | Ref.  |
| ---------------- | ---------------------------------------- | ------------- | -------------------------------------------------------------------- | ------------------------------- | ----- |
| Eckert           | 17° 17′ N, 58° 23′ E / 17.28°N,58.38°E   | 2,62          | Wallace Eckert (1902–1971), astrònom estatunidenc                    | -                               | WGPSN |
| Eddington        | 21° 30′ N, 72° 01′ O / 21.5°N,72.02°O    | 120,13        | Arthur Stanley Eddington (1882–1944), astrofísic britànic            | P                               | WGPSN |
| Edison           | 24° 53′ N, 99° 16′ E / 24.88°N,99.27°E   | 62,72         | Thomas A. Edison (1847–1931), inventor estatunidenc                  | T                               | WGPSN |
| Edith            | 25° 46′ S, 102° 20′ E / 25.77°S,102.33°E | 6,92          | Antropònim femení anglès                                             | -                               | WGPSN |
| Egede            | 48° 43′ N, 10° 38′ E / 48.72°N,10.64°E   | 34,18         | Hans Egede (1686–1758), naturalista danès                            | A B C E F G M N P               | WGPSN |
| Ehrlich          | 40° 49′ N, 172° 16′ O / 40.82°N,172.27°O | 33,58         | Paul Ehrlich (1854–1915), metge alemany                              | J N W Z                         | WGPSN |
| Eichstadt        | 22° 38′ S, 78° 25′ O / 22.63°S,78.42°O   | 49,57         | Lorentz Eichstadt (1596–1660), astrònom alemany                      | C D E G H K                     | WGPSN |
| Eijkman          | 63° 13′ S, 142° 31′ O / 63.21°S,142.51°O | 56,36         | Christiaan H. Eijkman (1858–1930), metge holandès                    | D                               | WGPSN |
| Eimmart          | 23° 58′ N, 64° 48′ E / 23.97°N,64.8°E    | 44,99         | Georg Christoph Eimmart (1638–1705), astrònom alemany                | A B C D F G H K                 | WGPSN |
| Einstein         | 16° 36′ N, 88° 39′ O / 16.6°N,88.65°O    | 181,47        | Albert Einstein (1879–1955), físic estatunidenc d'origen alemany     | A R S                           | WGPSN |
| Einthoven        | 5° 04′ S, 110° 04′ E / 5.06°S,110.06°E   | 73,94         | Willem Einthoven (1879–1955), fisiòleg neerlandès                    | G K L M P R X                   | WGPSN |
| Elger            | 35° 24′ S, 29° 49′ O / 35.4°S,29.81°O    | 21,51         | Thomas Gwyn Elger (1836–1897), astrònom britànic                     | A B                             | WGPSN |
| Ellerman         | 25° 26′ S, 120° 23′ O / 25.44°S,120.39°O | 46,21         | Ferdinand Ellerman (1869–1940), astrònom estatunidenc                | (Q)                             | WGPSN |
| Ellison          | 54° 56′ N, 108° 03′ O / 54.93°N,108.05°O | 36,99         | Mervyn Archdall Ellison (1909–1963), astrònom britànic               | P                               | WGPSN |
| Elmer            | 10° 14′ S, 84° 11′ E / 10.23°S,84.18°E   | 16,86         | Charles Wesley Elmer (1872–1954), astrònom estatunidenc              | -                               | WGPSN |
| Elvey            | 9° 01′ N, 100° 38′ O / 9.01°N,100.64°O   | 80,21         | Christian Thomas Elvey (1899–1970), astrònom estatunidenc            | G K                             | WGPSN |
| Emden            | 62° 46′ N, 176° 31′ O / 62.76°N,176.51°O | 114,64        | J. Robert Emden (1862–1940), astrofísic suís                         | D F M U V W                     | WGPSN |
| Encke            | 4° 34′ N, 36° 41′ O / 4.57°N,36.68°O     | 28,27         | Johann Franz Encke (1791–1865), matemàtic alemany                    | B C E G H J K M N T X Y         | WGPSN |
| Endymion         | 53° 37′ N, 56° 29′ E / 53.61°N,56.48°E   | 122,10        | Endimió, personatge de la mitologia grega                            | A B C D E F G H J K L M N W X Y | WGPSN |
| Engelʹgardt      | 5° 23′ N, 159° 28′ O / 5.39°N,159.47°O   | 43,51         | Vasilij P. Engelʹgardt (Engelhardt) (1828–1915), astrònom rus        | B C J K N R                     | WGPSN |
| Eötvös           | 35° 37′ S, 134° 26′ E / 35.61°S,134.43°E | 101,80        | Loránd Eötvös (1848–1919), físic hongarès                            | B D E F T                       | WGPSN |
| Epigenes         | 67° 30′ N, 4° 37′ O / 67.5°N,4.62°O      | 54,51         | Epígenes de Bizanci (c. 200 aC), astrònom grec                       | A B D F G H P                   | WGPSN |
| Epimenides       | 40° 55′ S, 30° 20′ O / 40.92°S,30.33°O   | 22,56         | Epimènides de Creta (fl. 596 aC), filòsof grec                       | A B C S                         | WGPSN |
| Eratosthenes     | 14° 28′ N, 11° 19′ O / 14.47°N,11.32°O   | 58,77         | Eratòstenes (c. 276–196 aC), astrònom grec                           | A B C D E F H K M Z             | WGPSN |
| Erlanger         | 86° 59′ N, 28° 37′ E / 86.99°N,28.62°E   | 10,94         | Joseph Erlanger (1874–1965), fisiòleg estatunidenc                   | -                               | WGPSN |
| Erro             | 5° 41′ N, 98° 32′ E / 5.68°N,98.54°E     | 63,75         | Luis Enrique Erro (1897–1955), astrònom mexicà                       | D J K T V                       | WGPSN |
| Esclangon        | 21° 28′ N, 42° 04′ E / 21.47°N,42.06°E   | 15,29         | Ernest Esclangon (1876–1954), astrònom francès                       | -                               | WGPSN |
| Esnault-Pelterie | 47° 25′ N, 141° 50′ O / 47.41°N,141.83°O | 76,79         | Robert Albert Charles Esnault-Pelterie (1881–1957), enginyer francès | -                               | WGPSN |
| Espin            | 28° 09′ N, 109° 20′ E / 28.15°N,109.34°E | 70,01         | Thomas Henry Espinell Compton Espin (1858–1934), astrònom britànic   | E                               | WGPSN |
| Euclides         | 7° 24′ S, 29° 34′ O / 7.4°S,29.56°O      | 11,80         | Euclides (c. 300 aC), matemàtic grec                                 | (B) C D E F J K M P             | WGPSN |
| Euctemó          | 76° 16′ N, 30° 34′ E / 76.26°N,30.57°E   | 62,70         | Euctemó (fl. 432 aC), astrònom grec                                  | C D H K N                       | WGPSN |
| Eudoxus          | 44° 16′ N, 16° 14′ E / 44.27°N,16.23°E   | 70,16         | Èudox de Cnidos (c. 408–355 aC), astrònom grec                       | A B D E G J U V                 | WGPSN |
| Euler            | 23° 16′ N, 29° 11′ O / 23.26°N,29.18°O   | 26,03         | Leonhard Euler (1707–1783), matemàtic suís                           | E F G H J (K) L (P)             | WGPSN |
| Evans            | 9° 38′ S, 133° 47′ O / 9.63°S,133.78°O   | 69,40         | Arthur Evans (1851–1941), arqueòleg britànic                         | Q                               | WGPSN |
| Evdokimov        | 34° 34′ N, 153° 02′ O / 34.57°N,153.04°O | 48,88         | Nikolaj N. Evdokimov (1868–1940), astrònom rus                       | G N                             | WGPSN |
| Evershed         | 35° 18′ N, 159° 31′ O / 35.3°N,159.51°O  | 65,28         | John Evershed (1864–1956), astrònom britànic                         | C D E R S                       | WGPSN |
| Ewen             | 7° 41′ N, 121° 28′ E / 7.69°N,121.46°E   | 2,60          | Antropònim masculí gal·lès                                           | -                               | WGPSN |

## F
| Cràter       | Coordenades                              | Diàmetre (km) | Epònim | Cràters satèl·lit                             | Ref.  |
| ------------ | ---------------------------------------- | ------------- | --- | --------------------------------------------- | ----- |
| Fabbroni     | 18° 40′ N, 29° 16′ E / 18.66°N,29.27°E   | 10,55         | Giovanni Valentino Mattia Fabbroni (1752–1822), químic italià                                                             | -                                             | WGPSN |
| Fabricius    | 42° 45′ S, 41° 50′ E / 42.75°S,41.84°E   | 78,90         | David Fabricius (1564–1617), astrònom neerlandès                                                                          | A B J                                         | WGPSN |
| Fabry        | 43° 04′ N, 100° 41′ E / 43.07°N,100.68°E | 179,44        | Charles Fabry (1867–1945), físic francès                                                                                  | H X                                           | WGPSN |
| Fahrenheit   | 13° 07′ N, 61° 43′ E / 13.12°N,61.71°E   | 6,65          | Daniel Gabriel Fahrenheit (1686–1736), físic neerlandès                                                                   | -                                             | WGPSN |
| Fairouz      | 26° 04′ S, 102° 57′ E / 26.07°S,102.95°E | 2,87          | Antropònim femení àrab | -                                             | WGPSN |
| Faraday      | 42° 27′ S, 8° 45′ E / 42.45°S,8.75°E     | 69,03         | Michael Faraday (1791–1867), físic britànic                                                                               | A C D G H K                                   | WGPSN |
| Faustini     | 87° 11′ S, 84° 19′ E / 87.18°S,84.31°E   | 42,48         | Arnoldo Faustini (1874–1944), geògraf italià                                                                              | -                                             | WGPSN |
| Fauth        | 6° 14′ N, 20° 08′ O / 6.23°N,20.14°O     | 11,94         | Philipp Johann Heinrich Fauth (1867–1941), selenògraf alemany                                                             | A B C D E F G H                               | WGPSN |
| Faye         | 21° 23′ S, 3° 49′ E / 21.39°S,3.81°E     | 38,02         | Hervé Faye (1814–1902), astrònom francès                                                                                  | A B                                           | WGPSN |
| Fechner      | 58° 15′ S, 125° 02′ E / 58.25°S,125.03°E | 59,32         | Gustav Theodor Fechner (1801–1887), físic alemany                                                                         | T                                             | WGPSN |
| Fedorov      | 28° 14′ N, 37° 03′ O / 28.23°N,37.05°O   | 6,08          | Aleksandr P. Fedorov (1872–1920), científic rus                                                                           | -                                             | WGPSN |
| Felix        | 25° 05′ N, 25° 23′ O / 25.09°N,25.38°O   | 1,45          | Antropònim masculí àrab                                                                                                   | -                                             | WGPSN |
| Fényi        | 44° 56′ S, 105° 04′ O / 44.94°S,105.06°O | 43,31         | Gyula Fényi (1845–1927), astrònom hongarès                                                                                | A Y                                           | WGPSN |
| Feoktistov   | 30° 44′ N, 140° 30′ E / 30.73°N,140.5°E  | 22,06         | Konstantin P. Feoktistov (nascut 1926), cosmonauta soviètic                                                               | X                                             | WGPSN |
| Fermat       | 22° 43′ S, 19° 47′ E / 22.71°S,19.79°E   | 37,77         | Pierre de Fermat (1601–1665), matemàtic francès                                                                           | A B C D E F G H P                             | WGPSN |
| Fermi        | 19° 37′ S, 123° 14′ E / 19.61°S,123.24°E | 241,41        | Enrico Fermi (1901–1954), físic estatunidenc d'origen italià                                                              | -                                             | WGPSN |
| Fernelius    | 38° 11′ S, 4° 52′ E / 38.18°S,4.86°E     | 68,42         | Jean Fernel (1497–1558), astrònom francès                                                                                 | A B C D E F S                                 | WGPSN |
| Fersman      | 17° 54′ N, 126° 04′ O / 17.9°N,126.06°O  | 148,14        | Aleksandr Y. Fersman (1883–1945), geoquímic rus                                                                           | -                                             | WGPSN |
| Fesenkov     | 23° 10′ S, 135° 08′ E / 23.16°S,135.14°E | 36,12         | Vasiliy G. Fesenkov (1889–1972), astrofísic rus                                                                           | F S                                           | WGPSN |
| Feuillée     | 27° 22′ N, 9° 28′ O / 27.37°N,9.46°O     | 8,94          | Louis Feuillée (1660–1732), naturalista francès                                                                           | -                                             | WGPSN |
| Fibiger      | 86° 08′ N, 37° 08′ E / 86.14°N,37.13°E   | 21,10         | Johannes Andreas Grib Fibiger (1867–1928), patòleg danès                                                                  | -                                             | WGPSN |
| Finsch       | 23° 35′ N, 21° 16′ E / 23.58°N,21.27°E   | 4,05          | Otto Friedrich Hermann Finsch (1839–1917), zoòleg alemany                                                                 | -                                             | WGPSN |
| Finsen       | 42° 17′ S, 177° 43′ O / 42.29°S,177.72°O | 72,98         | Niels Ryberg Finsen (1860–1904), fototerapista danès                                                                      | C G                                           | WGPSN |
| Firmicus     | 7° 15′ N, 63° 26′ E / 7.25°N,63.43°E     | 56,81         | Juli Fírmic Matern (mort c. 330), astròleg romà                                                                           | A B C D E F G H M                             | WGPSN |
| Firsov       | 4° 12′ N, 112° 42′ E / 4.2°N,112.7°E     | 51,00         | Georgij F. Firsov (1917–1960), enginyer soviètic                                                                          | K P Q S T V                                   | WGPSN |
| Fischer      | 7° 59′ N, 142° 26′ E / 7.99°N,142.44°E   | 30,48         | Hermann Emil Fischer (1852–1919), químic alemany Hans Fischer (1881–1945), químic alemany                                 | -                                             | WGPSN |
| Fitzgerald   | 26° 40′ N, 172° 08′ O / 26.67°N,172.14°O | 104,21        | George Francis Fitzgerald (1851–1901), físic irlandès                                                                     | B W Y                                         | WGPSN |
| Fizeau       | 58° 11′ S, 134° 07′ O / 58.19°S,134.11°O | 107,08        | Armand Hippolyte L. Fizeau (1819–1896), físic francès                                                                     | C F G Q S                                     | WGPSN |
| Flammarion   | 3° 20′ S, 3° 44′ O / 3.33°S,3.73°O       | 76,18         | Camille Flammarion (1842–1925), astrònom francès                                                                          | A B C D T U W X Y Z                           | WGPSN |
| Flamsteed    | 4° 29′ S, 44° 20′ O / 4.49°S,44.34°O     | 19,34         | John Flamsteed (1646–1719), astrònom britànic                                                                             | A B C D E F G H J K L M P S T U X Z           | WGPSN |
| Fleming      | 14° 55′ N, 109° 17′ E / 14.91°N,109.28°E | 126,37        | Alexander Fleming (1881–1955), metge britànic Williamina P. Fleming (1857–1911), astrònoma estatunidenca d'origen escocès | D N W Y                                       | WGPSN |
| Florensky    | 25° 27′ N, 131° 51′ E / 25.45°N,131.85°E | 69,03         | Kirill P. Florensky (1915–1982), geòleg soviètic                                                                          | -                                             | WGPSN |
| Florey       | 87° 02′ N, 19° 45′ O / 87.04°N,19.75°O   | 69,06         | Howard Florey (1898–1968), patòleg britànic d'origen australià                                                            | -                                             | WGPSN |
| Focas        | 33° 42′ S, 93° 55′ O / 33.7°S,93.91°O    | 22,04         | Ionnas Focas (1908–1969), astrònom greco-francès                                                                          | U                                             | WGPSN |
| Fontana      | 16° 02′ S, 56° 47′ O / 16.04°S,56.79°O   | 31,47         | Francesco Fontana (c. 1585–1656), astrònom italià                                                                         | A B C D E F G H K M W Y                       | WGPSN |
| Fontenelle   | 63° 25′ N, 18° 58′ O / 63.42°N,18.96°O   | 37,68         | Bernard le Bovier de Fontenelle (1657–1757), astrònom francès                                                             | A B C D F G H K L M N P R S T X               | WGPSN |
| Foster       | 23° 35′ N, 141° 29′ O / 23.59°N,141.49°O | 37,02         | John Stuart Foster (1890–1964), físic canadenc                                                                            | H L P S                                       | WGPSN |
| Foucault     | 50° 28′ N, 39° 52′ O / 50.46°N,39.86°O   | 25,08         | Léon Foucault (1819–1868), físic francès                                                                                  | -                                             | WGPSN |
| Fourier      | 30° 19′ S, 53° 06′ O / 30.31°S,53.1°O    | 51,57         | Jean Baptiste Joseph Fourier (1768–1830), matemàtic francès                                                               | A B C D E F G K L M N P R                     | WGPSN |
| Fowler       | 42° 35′ N, 145° 16′ O / 42.59°N,145.27°O | 139,52        | Alfred Fowler (1868–1940), astrònom britànic Ralph Fowler (1889–1944), astrònom britànic                                  | A C N R W                                     | WGPSN |
| Fox          | 0° 28′ N, 98° 08′ E / 0.47°N,98.14°E     | 23,97         | Philip Fox (1878–1944), astrònom estatunidenc                                                                             | A                                             | WGPSN |
| Fra Mauro    | 6° 04′ S, 16° 58′ O / 6.06°S,16.97°O     | 96,76         | Fra Mauro (mort 1459), geògraf italià                                                                                     | A B C D E F G H J K N P R T W X Y Z           | WGPSN |
| Fracastorius | 21° 22′ S, 33° 04′ E / 21.36°S,33.07°E   | 120,58        | Girolamo Fracastoro (1483–1553), astrònom italià                                                                          | A B C D E G H J K L M N P Q R S T W X Y Z     | WGPSN |
| Franck       | 22° 35′ N, 35° 34′ E / 22.59°N,35.56°E   | 11,91         | James Franck (1882–1964), físic alemany                                                                                   | -                                             | WGPSN |
| Franklin     | 38° 44′ N, 47° 38′ E / 38.73°N,47.64°E   | 55,92         | Benjamin Franklin (1706–1790), inventor estatunidenc                                                                      | C F G H K W                                   | WGPSN |
| Franz        | 16° 34′ N, 40° 14′ E / 16.57°N,40.24°E   | 25,48         | Julius Heinrich Franz (1847–1913), astrònom alemany                                                                       | -                                             | WGPSN |
| Fraunhofer   | 39° 31′ S, 59° 04′ E / 39.52°S,59.06°E   | 57,75         | Joseph von Fraunhofer (1787–1826), astrònom alemany                                                                       | A B C D E F G H J K L M N R S T U V W X Y Z   | WGPSN |
| Fredholm     | 18° 22′ N, 46° 33′ E / 18.37°N,46.55°E   | 13,39         | Erik Ivar Fredholm (1866–1927), matemàtic suís                                                                            | -                                             | WGPSN |
| Freud        | 25° 47′ N, 52° 24′ O / 25.79°N,52.4°O    | 2,85          | Sigmund Freud (1856–1939), psicoanalista austríac                                                                         | -                                             | WGPSN |
| Freundlich   | 25° 00′ N, 170° 53′ E / 25°N,170.89°E    | 83,16         | Erwin Findlay Freundlich (1885–1964), astrònom anglo-alemany                                                              | G Q R                                         | WGPSN |
| Fridman      | 12° 29′ S, 126° 53′ O / 12.48°S,126.88°O | 101,45        | Aleksandr A. Fridman (Friedman) (1888–1925), físic rus                                                                    | C                                             | WGPSN |
| Froelich     | 80° 00′ N, 111° 38′ O / 80°N,111.63°O    | 56,73         | Jack E. Froelich (1921–1967), astrònom alemany                                                                            | M                                             | WGPSN |
| Frost        | 37° 25′ N, 118° 54′ O / 37.41°N,118.9°O  | 78,30         | Edwin B. Frost (1866–1935), científic estatunidenc                                                                        | N                                             | WGPSN |
| Fryxell      | 21° 15′ S, 101° 39′ O / 21.25°S,101.65°O | 17,62         | Roald H. Fryxell (1934–1974), geòleg estatunidenc                                                                         | -                                             | WGPSN |
| Furnerius    | 36° 00′ S, 60° 32′ E / 36°S,60.54°E      | 135,03        | Georges Furner (fl. 1643), matemàtic francès                                                                              | A B C D E F G H J K L N P Q R S T U V W X Y Z | WGPSN |